# Dilsen-Stokkem
Dilsen-Stokkem este un oraș din regiunea Flandra din Belgia. Comuna este formată din localitățile Dilsen, Stokkem, Elen, Lanklaar și Rotem. Suprafața totală este de 65,61 km². La 1 ianuarie 2008 comuna avea o populație totală de 19.296 locuitori. 

## Harta administrativă
|  | Secțiuni:                                                            | comune belgiene învecinate: | comune olandeze învecinate:                          |
|  | - I. Dilsen; - II. Elen; - III. Lanklaar; - IV. Rotem; - V. Stokkem; | - Orașul Maaseik: - a. Maaseik - b. Neeroeteren; - c. Opoeteren; - Comuna As: - f. Niel-bij-As; - Comuna Maasmechelen: - g. Mechelen-aan-de-Maas; - h. Vucht; - i. Eisden; - j. Leut; - k. Meeswijk; | - 1. Echt-Susteren; - 2. Sittard-Geleen; - 3. Stein. |

1. ↑  Crossroad Bank of Enterprises, accesat în 25 iulie 2023
2. ↑  GeoNames, accesat în 17 noiembrie 2022